# S dlana Boga pala si
S dlana Boga pala si drugi je studijski album riječke rock-skupine En Face, kojeg 1994. godine objavljuje diskografska kuća Lobel.
Naslovna skladba izvedena je u duetu zajedno s riječkim rockerom Damirom Urbanom (Laufer), a 1996. godine s tom skladbom osvajaju diskografsku nagradu Porin u kategoriji za najbolju vokalnu suradnju. Ova skladba također spada među najizvođenije hitove hrvatske rock glazbe svih vremena.

## Popis pjesama
1. "S dlana Boga pala si"
2. "Pogledaj"
3. "Večeras"
4. "Cvjetovi zla"
5. "Dođite na svijet"
6. "Posljednji trag"
7. "Mr. Tambourine Man"
8. "Jocker"
9. "Ponekad"
10. "Apolon"

## Vanjske poveznice
- Rateyourmusic